# Анаберг
Анаберг (на немски: Annaberg-Buchholz) е град в Германия, област Кемниц, близо до границата с Чехия.
В града има няколко музея, няколко църкви, всяка година се провежда коледен базар.
Градът е бил влиятелен в миналото с минната си промишленост.

## Галерия
- Основната църква в Анаберг
- Площада в Анаберг
- Анаберг Кметството